# Feli Colina
Felicitas Colina Cornejo (Salta, Argentina, 27 de octubre de 1994), más conocida como Feli Colina, es una cantante y compositora argentina.

## Biografía
Felicitas Colina Cornejo nació el 27 de octubre de 1994 en la ciudad de Salta, capital de la provincia homónima, Argentina. Tiene un hermano mayor llamado Agustín, nacido en 1993, y una hermana llamada Macarena.
Completó su educación secundaria en el Colegio San Marcos y luego asistió a la Universidad Católica de Salta, donde estudio Derecho durante un año antes de abandonar sus estudios por su carrera musical.
Está en una relación con el cantante y compositor argentino Florian.

## Carrera
En 2013, Colina formaría una banda con Joaquín Lagos Aguirre, Sofía Simesen, Baltazar Oliver, Guille Salort y Gonza Jiménez, a la que decidieron llamar Feli, estilizada como FELI, y en la que Colina tendría el papel de voz principal y tocaría la guitarra acústica y eléctrica.
En septiembre de 2014, Colina se trasladó a Buenos Aires, donde se convertiría en artista callejera y comenzaría a cantar en el metro, siguiendo los consejos de sus amigos que también eran artistas callejeros.
En octubre de 2015 se lanza el primer disco de la banda Feli, titulado Amores gatos, el cual contó con diez canciones. El disco fue grabado inicialmente en Salta en el Estudio Del Cerro en 2013 y finalizado posteriormente en MCL Records en Buenos Aires.
En 2017, como solista, publicó los sencillos Popa y Pensares.
En noviembre de 2018 ganó la quinta edición de «Camino a Abbey Road», un concurso de bandas y solistas con el premio de grabar un disco en los Abbey Road Studios de Londres. En junio de 2019 se lanzó su primer álbum en solitario, Feroza, producido por Juanchi Baleirón, integrante de Los Pericos. En diciembre de ese mismo año lanzó el sencillo Cicuta con Vera Frod.
En mayo de 2020 lanzó el sencillo Serenidad.
En agosto de 2021 participa en Por siempre Gilda, un disco homenaje a la cantante Gilda, donde Colina interpreta el tema No me arrepiento de este amor. En diciembre del mismo año lanzó el sencillo Diabla como adelanto de su próximo álbum. En marzo de 2022 lanza como adelanto un sencillo doble bajo el título 10.000 días, siendo las canciones incluidas Chakatrunka y Caballo. El 30 del mismo mes se lanza su segundo disco, titulado El valle encantado, el cual fue nominado como mejor álbum de folklore alternativo en los Premios Carlos Gardel de 2023.
En marzo de 2023 lanzó el sencillo Chakaymanta y en abril lanzó el sencillo Carnavalito del duende, ambos como adelantos de su próximo disco. En mayo del mismo año se lanza su tercer disco solista, Lxs Infernales (del Valle Encantado). En julio se publica la canción Sueño con encontrarte con Güili. En noviembre lanzó Condenada, un sencillo en colaboración con su pareja, el cantante Florian.
En abril de 2024 lanzó el sencillo Enamorada junto a la cantante argentina Blair. En agosto se estrenó la película Culpa cero, en la que participó en la banda sonora, a su vez interpretó el primer sencillo de Florian, TKM, en estilo bossa nova. En octubre se lanza la canción V13 con Vera Frod.

## Discografía

### Con Feli

#### Álbumes
- 2013: Amores gatos

### Como solista

#### Álbumes
- 2019: Feroza
- 2022: El valle encantado
- 2023: Lxs Infernales (del Valle Encantado)

#### Sencillos
- 2017: Popa
- 2017: Pensares
- 2019: Martes
- 2019: Cicuta (con Vera Frod)
- 2020: Serenidad
- 2021: No me arrepiento de este amor
- 2021: Diabla
- 2022: 10.000 días
- 2023: Chakaymanta
- 2023: Carnavalito del duende
- 2023: Sueño con encontrarte (con Güili)
- 2023: Condenada (con Florian)
- 2024: Enamorada (con Blair)
- 2024: V13 (con Vera Frod)

## Premios y nominaciones
| Año  | Premio                | Categoría                           | Trabajo Nominado        | Resultado | Ref.   |
| ---- | --------------------- | ----------------------------------- | ----------------------- | --------- | ------ |
| 2020 | Premios Carlos Gardel | Mejor álbum conceptual              | Feroza                  | Nominada  | [ 24 ] |
| 2023 | Premios Carlos Gardel | Mejor álbum de folklore alternativo | El valle encantado      | Nominada  | [ 15 ] |
| 2024 | Video Prisma Awards   | Video Latino                        | Condenada (con Florian) | Nominados | [ 25 ] |
| 2025 | Premio Konex          | Alternativo                         | Últimos 10 años         | Ganadora  | [ 26 ] |